# 通迪法泰赫普尔
通迪法泰赫普尔（英语：Tondi Fatehpur，印地语：टोड़ी फतेहपुर），是印度北方邦詹西县的一个城镇。总人口10099（2001年）。

## 人口
该地2001年总人口10099人，其中男性5441人，女性4658人；0—6岁人口1740人，其中男927人，女813人；识字率47.80%，其中男性为62.19%，女性为30.98%。